# Lápis para os lábios

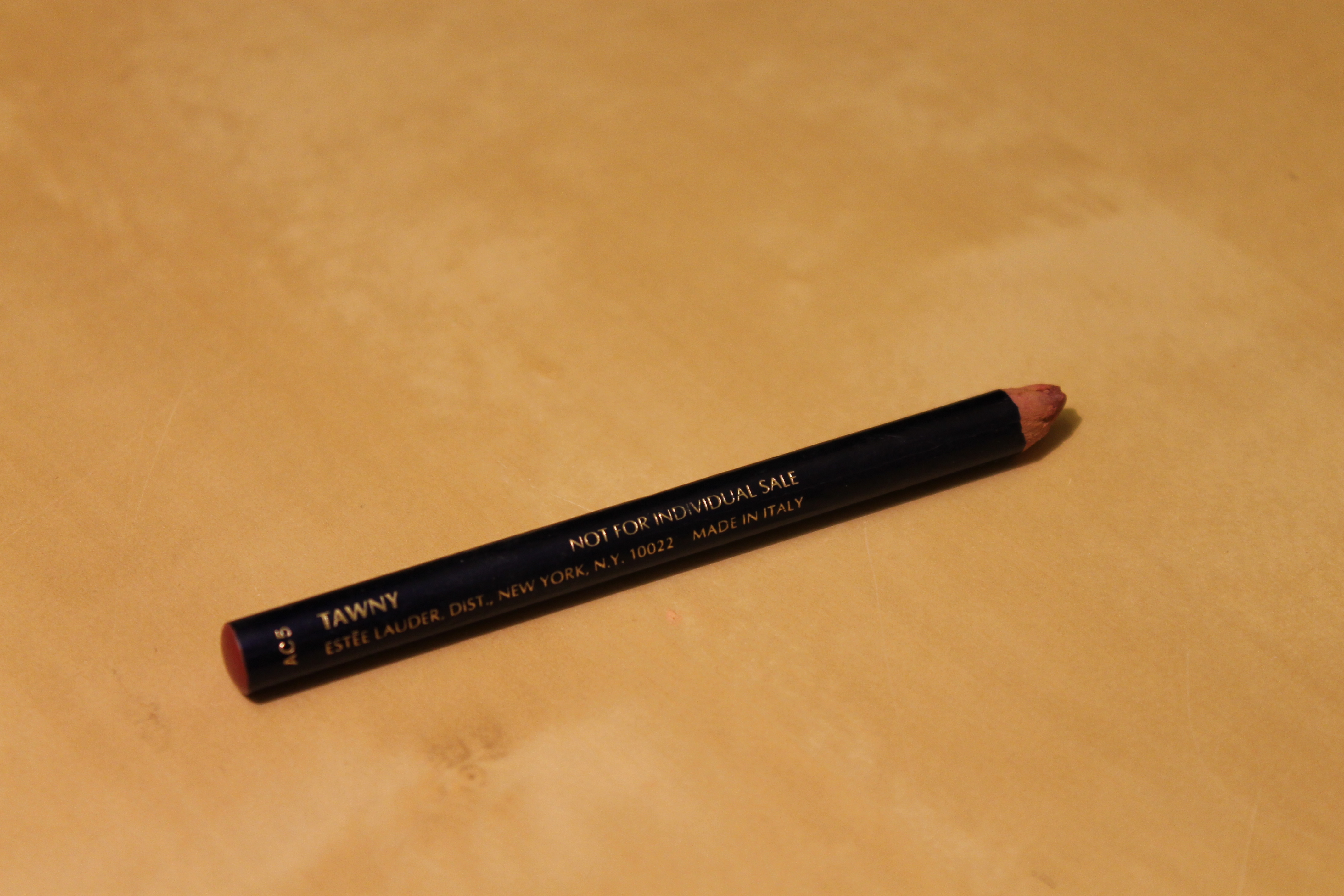

O Lápis para lábios é um cosmético usado nos lábios. Tem como características o brilho, cor e aroma e é disponível em várias cores e marcas, adequando-se a diversos gostos. Realça o contorno dos lábios, deixando-os mais evidentes.